# Tödliche Strahlen
Tödliche Strahlen ist ein US-amerikanischer, in Schwarzweiß gedrehter Horrorfilm aus dem Jahr 1936. Die Erstausstrahlung im deutschen Fernsehen erfolgte am 6. April 1982 in der Filmreihe Das Gruselkabinett im NDR. Seit 2008 war der Film in Deutschland nur auf DVD mit deutschen Untertiteln erhältlich gewesen. 
2021 ist er auf Blu-ray erstmalig in deutscher Sprache synchronisiert erschienen. Dabei wurde der Film teils unter dem Originaltitel, teils unter dem deutschen TV-Titel veröffentlicht. Das Drehbuch basiert auf einer Erzählung von Howard Higgin und Douglas Hodges.

## Handlung
Der Wissenschaftler Dr. Rukh ist davon überzeugt, dass in Afrika vor Millionen von Jahren ein radioaktiver Meteorit abstürzte. Er glaubt, dass dieser Meteorit aus einem Material bestand, das stärker als Radium strahlt. Rukh rüstet zusammen mit einem Kollegen, Dr. Ebnet, eine Expedition zu den afrikanischen Mond-Bergen aus, um seine Theorie zu beweisen. Er findet nach langem Suchen die geheimnisvolle Substanz in einem Vulkankrater. In einem unachtsamen Moment berührt er das Radium X genannte Material, jedoch hat Dr. Benet ein Gegenmittel und rettet seinen Kollegen vor dem sicheren Tod. Rukh muss sich täglich ein Gegenmittel injizieren, wird allerdings wahnsinnig. Nachdem ein Expeditionsteilnehmer, Sir Francis Stevens, die Substanz ohne seine Zustimmung auf einem Pariser Kongress vorstellt und zudem seine von ihm vernachlässigte Frau Diane ihn verlässt, plant er alle sechs Personen der fatalen Expedition zu töten. Als er schließlich auch seine Frau als viertes Opfer ermorden will, bringt er es aus Liebe zu ihr jedoch nicht über das Herz. Auf der Suche nach Dianes Ehemann stellt sich ihm seine alte Mutter entschlossen in den Weg und zerschlägt mit ihrem Gehstock das Gegenmittel. Ernst erinnert sie ihn an die erste Regel der Forschung, der Menschheit zu dienen. Ohne das Medikament ist Rukh einem qualvollen Tod geweiht. Er stürzt sich aus einem Fenster und geht in Flammen auf.

## Kritik
„Klassischer Horrorfilm, der wohligen Grusel innerhalb der vertrauten Genremuster bietet; bemerkenswert vor allem wegen seiner Trickeffekte.“